# Sullivan (Illinois)
Sullivan város az USA Illinois államában. Lakosainak száma 4413 fő (2020. április 1.).

## Népesség
A település népességének változása:

| 2010 | 4 440 |
| 2020 | 4 413 |